# Frank Steinraths

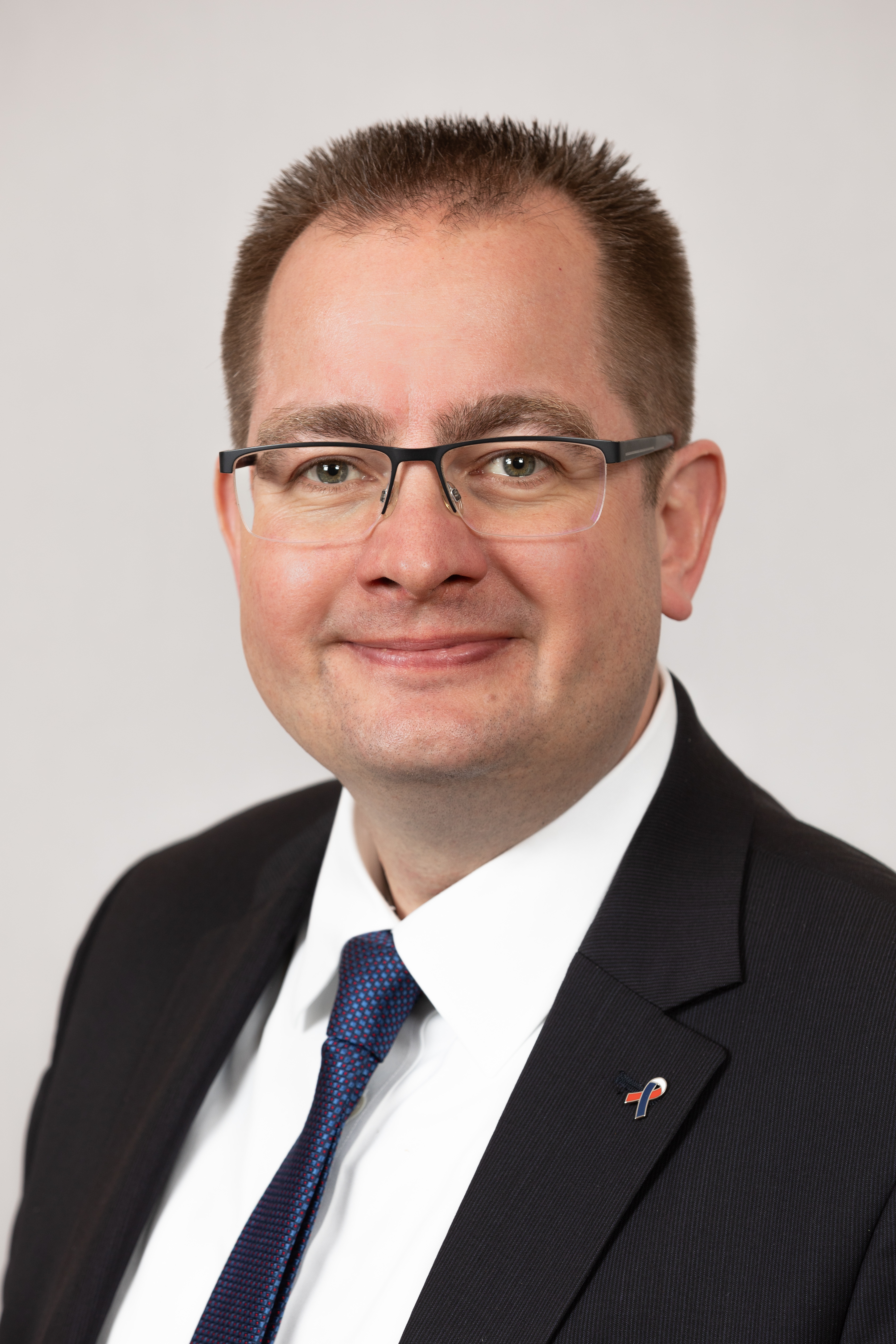
Frank Steinraths, 2019

Frank Steinraths (* 25. Juni 1973 in Siegen) ist ein deutscher Politiker (CDU) und seit 2017 Abgeordneter des Hessischen Landtags.

## Ausbildung und Beruf
Nachdem Frank Steinraths 1993 an der Theodor-Heuss-Schule in Wetzlar die allgemeine Hochschulreife erlangt hatte, leistete er seinen Wehrdienst in der Knüll-Kaserne in Schwarzenborn ab. Von 1994 bis 1996 absolvierte Steinraths eine Ausbildung zum Industriekaufmann bei Buderus. Seitdem war er in verschiedenen Funktionen in dem Unternehmen tätig. Zuletzt war Steinraths seit 2016 Betriebsratsvorsitzender des Werks der Bosch Thermotechnik in Lollar. Von dieser Tätigkeit ist er freigestellt.
Steinraths ist verheiratet und hat zwei Kinder. Er ist Sohn eines freikirchlichen Pastors und gehört selbst seit 1988 der Freien evangelischen Gemeinde in Wetzlar an. Dort engagiert er sich ehrenamtlich.

## Politik
Am 1. November 2017 rückte Frank Steinraths für Hans-Jürgen Irmer nach in den Hessischen Landtag nach. Irmer war im Bundestagswahlkreis Lahn-Dill als Direktkandidat in den Bundestag eingezogen und daher aus dem Hessischen Landtag ausgeschieden. Steinraths gehört dem Europaausschuss, dem Kulturpolitischen Ausschuss sowie dem Petitionsausschuss an. Bei der Landtagswahl in Hessen 2018 kandidierte er erfolgreich als Direktkandidat für den Wahlkreis Lahn-Dill II. Bei der Landtagswahl 2023 wurde er erneut über das Direktmandat in den Landtag gewählt.